# Anna Łozowska
Anna Łozowska (ur. 16 marca 1993 w Gdańsku) – polska siatkarka, grająca na pozycji środkowej. Reprezentantka Polski Juniorek. 

## Sukcesy klubowe
Mistrzostwa Polski Kadetek:
- 2010

Mistrzostwa Polski Juniorek:
- 2012
- 2010

Ogólnopolska Olimpiada Młodzieży:
- 2010

Mistrzostwo I Ligi:
- 2017[1]

Superpuchar Polski:
- 2019

## Nagrody indywidualne
- 2012: Najlepsza atakująca Mistrzostw Polski Juniorek